# Federdruckwaffe

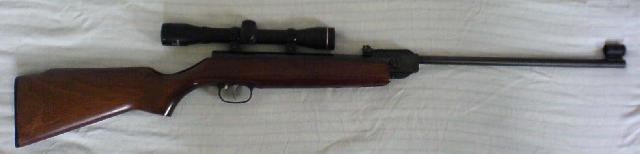
Knickspanner-Luftgewehr, der Federkolben wird durch Abknicken des Laufes nach unten gespannt

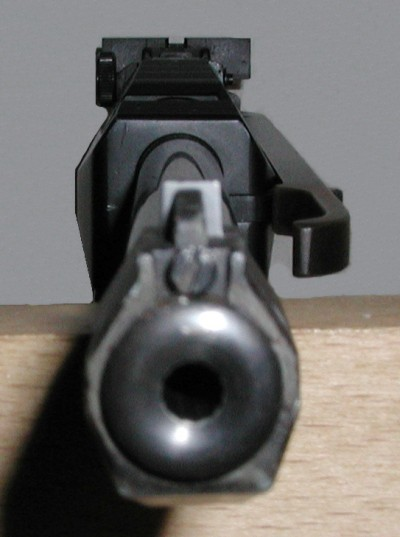
Seitenspanner-Luftpistole von vorne. Der Spanngriff ist rechts im Bild gut zu sehen.

Federdruckwaffen sind, gemäß dem deutschen Waffengesetz, Schusswaffen, bei denen entweder Federkraft direkt ein Geschoss antreibt (auch als Federkraftwaffen bezeichnet) oder ein federbelasteter Kolben in einem Zylinder bewegt wird und ein vom Kolben erzeugtes Luftpolster (Druckluftwaffe) das Geschoss antreibt.
Bekannteste Vertreter der Federdruckwaffen mit direkter Kraftwirkung auf das Geschoss sind Erbsenpistolen. Zu den Federdruckwaffen mit federbelastetem Kolben gehören vor allem einfach aufgebaute Luftpistolen und Luftgewehre, vorwiegend älterer Bauart. Heutzutage sind die sogenannten Knick- oder Seitenspanner-Waffen weitestgehend von modernen Druckluft- oder günstigen CO2-Waffen abgelöst worden.
Bogenwaffen werden in der Regel nicht als Federdruckwaffen bezeichnet.